# Casa de muñecas (juguete)

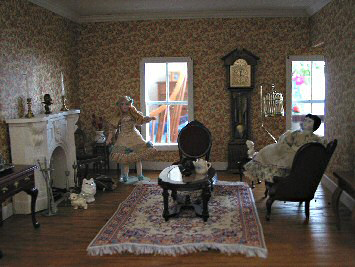
Salón de una casa de muñecas.

Pueden verse también la obra de teatro y la historieta homónimas.
Una casa de muñecas es una casa de juguete en miniatura. En el último siglo, las casas de muñecas han estado principalmente destinadas a los niños, si bien su colección y confección también ha fascinado a un gran número de adultos. Sin embargo, no es aconsejable que los niños muy pequeños (de 3 años de edad o menos) jueguen con ellas, debido al riesgo de asfixia por sus piezas minúsculas.
Las casas de muñecas actuales tienen su origen en las «casas de bebés» europeas del siglo XVII. Las casas de bebés eran armarios expositores llenos de habitaciones en miniatura construidas con todos los detalles arquitectónicos y llenas de objetos domésticos en miniatura. Estas casas de muñecas eran juguetes sólo para adultos, no por la preocupación sobre la seguridad de los niños, sino de casa. Tales casas-armario fueron coleccionadas por unas pocas matronas residentes en ciudades de Holanda, Inglaterra y Alemania lo suficientemente ricas como para permitírselo y, completamente amuebladas, valían tanto como una casa normal de tamaño real.
Con el tiempo, las casas de muñecas se hicieron más pequeñas y adquirieron exteriores realistas.
En las casa de muñecas se reproducen, a escala, puertas, ventanas y habitaciones reales, así como los distintos muebles y accesorios. Los muñecos que la habitan también son reproducciones a escala. La más utilizada es la escala 1:12, aunque también se construyen casas a 1:16, 1:24 y 1:48.

## Estilos
Las tendencias o estilos arquitectónicos que podemos encontrar en la reproducción de casas de muñecas son muy variados: casas de muñecas de estilo barroco, neoclásicas, paladianas, art deco, art nouveau, de estilo contemporáneo y diseño actual, así como casas de estilo tradicional o popular, tales como casas de estilo rústico asturianas, gallegas, cabañas alpinas, casas mediterráneas, de estilo andaluz, casas japonesas, casas francesas de estilo provenzal, etc.
Sin embargo, el estilo más reproducido en miniatura es el inglés, como el estilo tudor, el georgiano, el estilo Reina Ana, y sobre todo, el victoriano. Es precisamente de este estilo victoriano y de este periodo decimonónico del que podemos encontrar más fácilmente casas, muebles, miniaturas y muñecos a escala 1:12.

## Escalas estándar

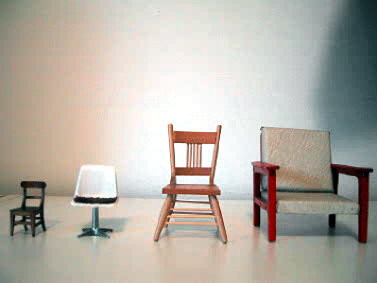
Desde la derecha: escala 1:24, escala 1:16, escala 1:12 y escala 1:10

Las casas de muñecas de los siglos XVII y XVIII, y las casas de muñecas de juguete del siglo XIX y principios del XX rara vez tenían escalas uniformes, incluso para las características o el contenido de una casa individual. Aunque varios fabricantes fabricaron líneas de muebles de juguete en miniatura en el siglo XIX, estos productos no tenían una escala estricta.
La mayoría de las casas de muñecas de los siglos XX y XXI son 1:18 o una escala de dos pulgadas. Las marcas más comunes son   Lundby (Suecia), Renwal, Plasco,  Marx, Petite Princess, T. Cohn (Estados Unidos), Caroline's Home, Barton, Dol -Toi y Tri-ang (inglés). Algunas marcas usan escala 1:16 o 3/4 ".
El estándar más común para los coleccionistas adultos es la escala 1:12, también llamada escala de una pulgada. Entre los coleccionistas adultos también hay escalas más pequeñas que son mucho más comunes en Estados Unidos que en Gran Bretaña. La escala 1:24 o escala de media pulgada se hizo popular en las casas de muñecas de Marx en la década de 1950, pero no aparecieron colecciones de esa escala hasta después del 2002, casi al mismo tiempo en el que las escalas más pequeñas se hicieron más populares, como la 1:48 o escala de un cuarto de pulgada y la 1: 144.
En Alemania, a mediados del siglo XX, la escala 1:10 basada en el sistema métrico se hizo popular, y las casas que salen actualmente en ese país permanecen más cercanas en escala a 1:10 que a 1:12.
El tamaño común más grande para casas de muñecas es 1: 6, que es proporcional para Barbie,  Ken,  Blythe y otras muñecas de 11-12 pulgadas de alto.

## Mujeres y las casas de muñecas
A medida que el interés por las casas de muñecas se expandió durante el siglo XVII, también hubo un cambio en el diseño de las mismas, orientándolas hacia un consumidor más femenino. Hay un cambio en la visión de las casas de muñecas como un elemento coleccionable orientado a los hombres. 
Las casas de muñecas holandesas comenzaron a incluir compartimentos separados de habitaciones completamente amuebladas como las casas reales, que representaban el hogar doméstico, incorporando cocinas y cuartos de ropa bien surtidos.

## Actualidad
Las casas de muñecas para niños, aficionados y coleccionistas están disponibles en diferentes formas. Desde casas prefabricadas y decoradas, casas personalizadas hechas al gusto del cliente, y hasta algunos diseñan y construyen su propia casa de muñecas. Los diseños más simples pueden consistir en cajas apiladas juntas y utilizadas como habitaciones. Los objetos en miniatura utilizados para la decoración dentro de las casas de muñecas incluyen muebles, decoraciones interiores, muñecas y artículos como libros, sofás, muebles, papel tapiz e incluso relojes. Algunos de estos están disponibles en algunos kits, pero también pueden ser caseros.
Las tendencias del momento que más interés están despertando entre los aficionados a las casas de muñecas son la creación de escenas en miniatura a escala 1:12, y, sobre todo, la realización de miniaturas de manera artesanal con pasta polimérica. Dentro de esta tendencia, la línea más popular es la de crear comida en miniatura, desde todo tipo de repostería a pequeños platos de pasta italiana, todo ello minúsculo.